# Oxytethya mirabilis
Oxytethya mirabilis är en svampdjursart som beskrevs av Sarà 2002. Oxytethya mirabilis ingår i släktet Oxytethya och familjen Tethyidae.
Artens utbredningsområde är havet kring Australien. Inga underarter finns listade i Catalogue of Life.